# НБА в сезоні 1961–1962
Сезон НБА 1961–1962 був 16-им сезоном в Національній баскетбольній асоціації. Переможцями сезону стали «Бостон Селтікс», які здолали у фінальній серії «Лос-Анджелес Лейкерс».

## Регламент змагання
Участь у сезоні брали 9 команд, розподілених між двома дивізіонами.
По ходу регулярного сезону кожна з команд-учасниць проводила по 80 ігор. До плей-оф, який проходив за видозміненою олімпійською системою, виходили по три кращих команди з кожного дивізіону. На стадії півфіналів дивізіонів у боротьбу вступали команди, що посіли друге і третє місця за результатами регулярного сезону кожного з дивізіонів. Команди, які на цьому етапі здолали суперників у серіях ігор до трьох перемог, виходили до фіналів дивізіонів, в яких проводили серію ігор до чотирьох перемог проти переможця регулярного сезону в своєму дивізіоні.
Чемпіони кожного з дивізіонів, що визначалися на стадії плей-оф, для визначення чемпіона НБА зустрічалися між собою у Фіналі, що складався із серії ігор до чотирьох перемог.

## Регулярний сезон

### Підсумкові таблиці за дивізіонами
| Східний                  | В  | П  | %П   | Відст | Дом   | Гост  | Нейтр | Див   |
| ------------------------ | -- | -- | ---- | ----- | ----- | ----- | ----- | ----- |
| x-«Бостон Селтікс»       | 60 | 20 | .750 | –     | 23–5  | 26–12 | 11–3  | 26–10 |
| x-«Філадельфія Ворріорс» | 49 | 31 | .613 | 11    | 18–11 | 19–19 | 12–1  | 18–18 |
| x-«Сірак'юс Нейшеналс»   | 41 | 39 | .513 | 19    | 18–10 | 11–19 | 12–10 | 17–19 |
| «Нью-Йорк Нікс»          | 29 | 51 | .363 | 31    | 19–15 | 2–23  | 8–13  | 11–25 |

| Західний                 | В  | П  | %П   | Відст | Дом   | Гост  | Нейтр | Див   |
| ------------------------ | -- | -- | ---- | ----- | ----- | ----- | ----- | ----- |
| x-«Лос-Анджелес Лейкерс» | 54 | 26 | .675 | –     | 26–5  | 18–13 | 10–8  | 33–13 |
| x-«Цинциннаті Роялс»     | 43 | 37 | .538 | 11    | 18–13 | 14–16 | 11–8  | 29–17 |
| x-«Детройт Пістонс»      | 37 | 43 | .463 | 17    | 16–14 | 8–17  | 13–12 | 24–22 |
| «Сент-Луїс Гокс»         | 29 | 51 | .363 | 25    | 19–16 | 7–27  | 3–8   | 16–30 |
| «Чикаго Пекерс»          | 18 | 62 | .225 | 36    | 15-23 | 3-39  | 0–0   | 10–30 |

Легенда:
- x – Учасники плей-оф

## Плей-оф
Переможці пар плей-оф позначені жирним. Цифри перед назвою команди відповідають її позиції у підсумковій турнірній таблиці регулярного сезону конференції. Цифри після назви команди відповідають кількості її перемог у відповідному раунді плей-оф.
|  | Півфінали дивізіонів | Півфінали дивізіонів | Півфінали дивізіонів |             |   | Фінали дивізіонів | Фінали дивізіонів | Фінали дивізіонів |  |  | Фінал НБА | Фінал НБА    | Фінал НБА |
|  |                      |                      |                      |             |   |                   |                   |                   |  |  |           |              |           |
|  |                      |                      |                      |             |   |                   |                   |                   |  |  |           |              |           |
|  |                      | 1                    | Л.А. Лейкерс         | 4           |   |                   |                   |                   |  |  |           |              |           |
|  | Західний Дивізіон    | 1                    | Л.А. Лейкерс         | 4           |   |                   |                   |                   |  |  |           |              |           |
|  |                      |                      | 3                    | Детройт     | 2 |                   |                   |                   |  |  |           |              |           |
|  | 3                    | Детройт              | 3                    | Детройт     | 2 | 3                 |                   |                   |  |  |           |              |           |
|  | 3                    | Детройт              |                      |             |   | 3                 |                   |                   |  |  |           |              |           |
|  | 2                    | Цинциннаті           | 1                    |             |   |                   |                   |                   |  |  |           |              |           |
|  |                      |                      |                      |             |   |                   |                   |                   |  |  | W1        | Л.А. Лейкерс | 3         |
|  |                      |                      | E1                   | Бостон      | 4 |                   |                   |                   |  |  |           |              |           |
|  |                      |                      |                      |             |   |                   |                   |                   |  |  |           |              |           |
|  |                      |                      |                      |             |   |                   |                   |                   |  |  |           |              |           |
|  |                      | 1                    | Бостон               | 4           |   |                   |                   |                   |  |  |           |              |           |
|  | Східний Дивізіон     | 1                    | Бостон               | 4           |   |                   |                   |                   |  |  |           |              |           |
|  |                      |                      | 2                    | Філадельфія | 3 |                   |                   |                   |  |  |           |              |           |
|  | 3                    | Сірак'юс             | 2                    | Філадельфія | 3 | 2                 |                   |                   |  |  |           |              |           |
|  | 3                    | Сірак'юс             |                      |             |   | 2                 |                   |                   |  |  |           |              |           |
|  | 2                    | Філадельфія          | 3                    |             |   |                   |                   |                   |  |  |           |              |           |

## Лідери сезону за статистичними показниками
| Показник                  | Гравець         | Команда                | Результат |
| ------------------------- | --------------- | ---------------------- | --------- |
| Очки                      | Вілт Чемберлейн | «Філадельфія Ворріорс» | 4,029     |
| Підбирання                | Вілт Чемберлейн | «Філадельфія Ворріорс» | 2,052     |
| Передачі                  | Оскар Робертсон | «Цинциннаті Роялс»     | 899       |
| % влучань з гри           | Волт Белламі    | «Чикаго Пекерс»        | .519      |
| % влучань штрафних кидків | Дольф Шеєс      | «Сірак'юс Нейшеналс»   | .899      |

## Нагороди НБА

### Щорічні нагороди
- Найцінніший гравець: Білл Расселл, «Бостон Селтікс»
- Новачок року: Волт Белламі, «Чикаго Пекерс»

| - Перша збірна всіх зірок: - Боб Петтіт, «Сент-Луїс Гокс» - Елджин Бейлор, «Лос-Анджелес Лейкерс» - Оскар Робертсон, «Цинциннаті Роялс» - Джеррі Вест, «Лос-Анджелес Лейкерс» - Вілт Чемберлейн, «Філадельфія Ворріорс» | - Друга збірна всіх зірок: - Річі Герін, «Нью-Йорк Нікс» - Том Гейнсон, «Бостон Селтікс» - Боб Коузі, «Бостон Селтікс» - Джек Тваймен, «Цинциннаті Роялс» - Білл Расселл, «Бостон Селтікс» |